# Hamburger Hafenbarkasse

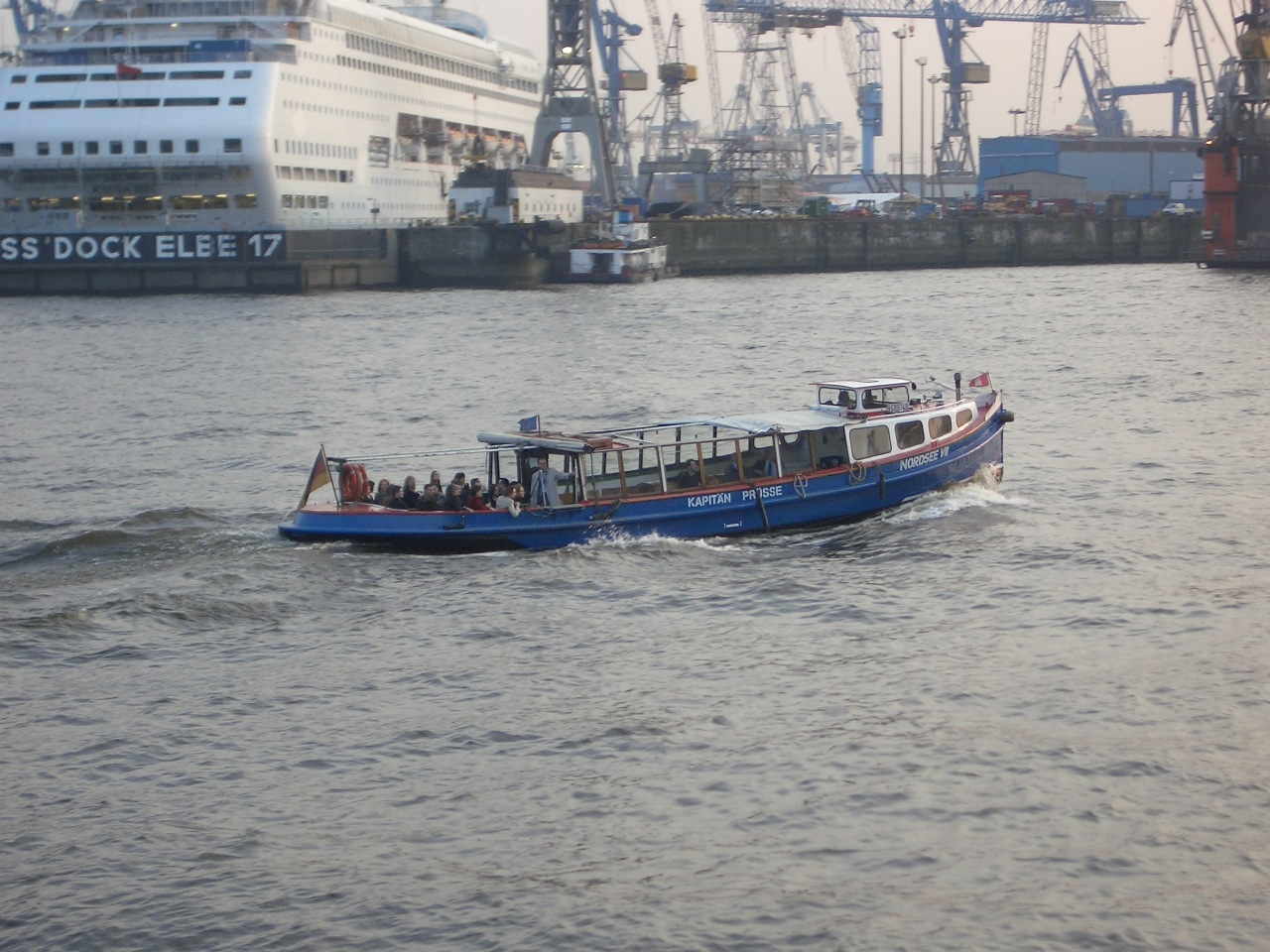
Hamburger Hafenbarkasse auf der Norderelbe

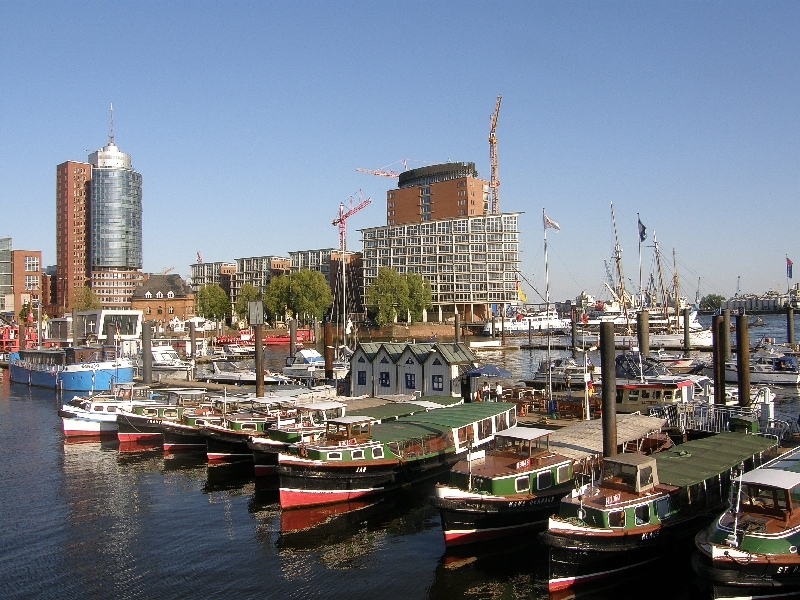
Hamburger Hafenbarkassen

Die Hamburger Hafenbarkasse ist ein Typ von kleinen, motorisierten Binnenschiffen, der sich für die Erfüllung verschiedener Hilfsaufgaben des Verkehrs im Hamburger Hafen zwischen dem späten 19. und frühen 20. Jahrhundert entwickelte. Seine Blütezeit erlebte dieser Schiffstyp von den 1920er bis zu den 1960er Jahren. Mit den Strukturveränderungen im Hafenbetrieb weg von Stückgutumschlag und dem Aufstieg des Containerumschlags verloren sie für die Hafenwirtschaft weitgehend ihre Bedeutung. Heute kennen viele Besucher Hamburgs die Barkassen als Fahrzeuge für Hafenrundfahrten und Ausflüge auf der Unterelbe und in der Speicherstadt.

## Bauform
Die typische Hamburger Hafenbarkasse ist ein offenes Motorschiff mit einem kleinen Deckshaus nur im vordersten Bereich des Rumpfes (typisch etwa dem ersten Viertel der Länge). Das Verhältnis von Länge zu Breite beträgt üblicherweise größer als 4:1. Hamburger Hafenbarkassen wurden in Längen von knapp über 10 Metern bis oberhalb von 20 Metern gebaut.
Der Rumpf ist ein schlanker Verdränger in Rundspant-Bauform und weitgehend vertikalem Vordersteven, der mit einem kurzen Kreisbogen in einen weitgehend waagerechten (oder aber gerade fallenden) Kiel übergeht. Der Kiel endet in einer Ruderhacke für das einzelne Ruderblatt. Der Antrieb erfolgt über eine einzelne, typisch drei- oder vierblättrige Schraube. Der Motor befindet sich mittschiffs in einem Kasten hinter dem Deckshaus. Rumpf und Deckshaus sind in genieteter oder geschweißter Stahlbauweise erstellt.

## Motorisierung
Frühe Hamburger Hafenbarkassen waren mit Dampfmaschinen ausgerüstet. In den 1920er Jahren kamen Dieselmotoren für Barkassen auf. Diese vereinfachten deren Betrieb, da nun kein Heizer mehr erforderlich war und das Schiff von einer Person geführt werden konnte. Die Hamburger Jastram-Werft war mit ihren eigenen Dieselmotoren lange der Marktführer für die Antriebe von Hafenbarkassen. Während kleinere Barkassen Motorleistungen von 50–100 PS hatten, konnte diese bei größeren durchaus bis zu 200 PS reichen.

## Deckshaus und Steuerstand
Zu Beginn der Geschichte der Hamburger Hafenbarkassen wurden diese von einem offenen Steuerstand aus gefahren, der in das hintere Ende des Deckshauses eingelassen war. Der Steuerstand war soweit erhöht, dass der Schiffsführer gut über das Dach des Deckshauses blicken konnte. Der Steuerstand verfügte lediglich über ein Steuerrad mit mechanischer Kraftübertragung (über Zahnrad und Kette) zur Ruderwelle im Heck, sowie einen Gashebel für den Motor und eventuell einen Hebel für das Wendegetriebe für Rückwärtsfahrt.
Noch in den 1950er Jahren hatten die meisten Barkassen einen offenen Steuerstand. Dieser ermöglichte dem Schiffsführer eine gute optische und akustische Übersicht über den Verkehr in seiner Nähe. Allerdings gab es auch schon früher Barkassen mit geschlossenem Steuerstand. Diese waren ebenfalls in das Deckshaus eingelassen, allerdings mit Front-, Seiten- und gegebenenfalls einer Heckscheibe, einem kleinen Dach und einer rückwärtigen Doppelflügeltür versehen. Inzwischen haben alle Hamburger Hafenbarkassen geschlossene Steuerstände.
Auf einer Seite des Steuerstandes befindet sich die Tür zum Deckshaus. Der Innenraum des Deckshauses ist grob trapezförmig und bietet einige Sitzplätze – typisch auf seitlichen Bänken – und ein wenig Stauraum. Auf der anderen Seite des Steuerstandes befindet sich häufig ein kleiner Abort. In diesem befand sich früher oft nur ein einfacher Eimer zur Verrichtung der Notdurft. Später wurde dieser meist durch ein WC ersetzt.

## Deck
Hinter dem Deckshaus befindet sich das freie Deck der Barkasse. Genau genommen handelt es sich dabei nicht um ein Deck, da der Rumpf nach oben offen ist – es gibt einen lose eingelegten Boden und gegebenenfalls noch seitliche Verkleidung, um die Spanten vor Beschädigungen zu schützen.
Im Decksbereich ist mittschiffs hinter dem Deckshaus die Antriebsmaschine angeordnet, die sich in einem Kasten befindet. Je nach Größe und Ausstattung können sich an den Längsseiten des Decksbereiches Sitzbänke befinden. Wenn diese vorhanden sind, reichen sie üblicherweise über die gesamte Länge des Decksbereichs.
Am Heck befindet sich die Rudermechanik in einem geschlossenen Aufbau. Dieser kann auch als erhöhte Standfläche genutzt werden, um von der Barkasse auf ein Fallreep oder die Gangway eines Schiffes zu steigen. Um sich auf dieser Fläche festhalten zu können, befindet sich auf manchen Barkassen ein spezieller Griff in der Mitte der Standfläche – ein vertikales Rohr, an dessen oberem Ende ein kleiner horizontaler Ring von etwa 20 cm Durchmesser als Griff angebracht wurde.

## Ursprüngliche Nutzung
Hamburger Hafenbarkassen hatten zur Zeit ihrer Indienststellung folgende Aufgaben:
- Schleppen von Schuten und Bugsieren von kleineren Schiffen
- schneller Transport kleinerer Mengen von Stückgut innerhalb des Hafens
- Transport von Versorgungsgütern zu im Hafen liegenden Schiffen
- Personentransport
  - zu Schiffen, die ihren Liegeplatz an Dalben in der Mitte eines Hafenbeckens hatten anstatt an der Kaimauer
  - als Fähre und als Zubringer für Arbeiter von Werften und Reedereien
  - für Taxidienste („Wasserdroschke“)
- Transport von Dokumenten und Post („Postbarkasse“)

## Nutzung für Hafenrundfahrten
Siehe auch: He lücht

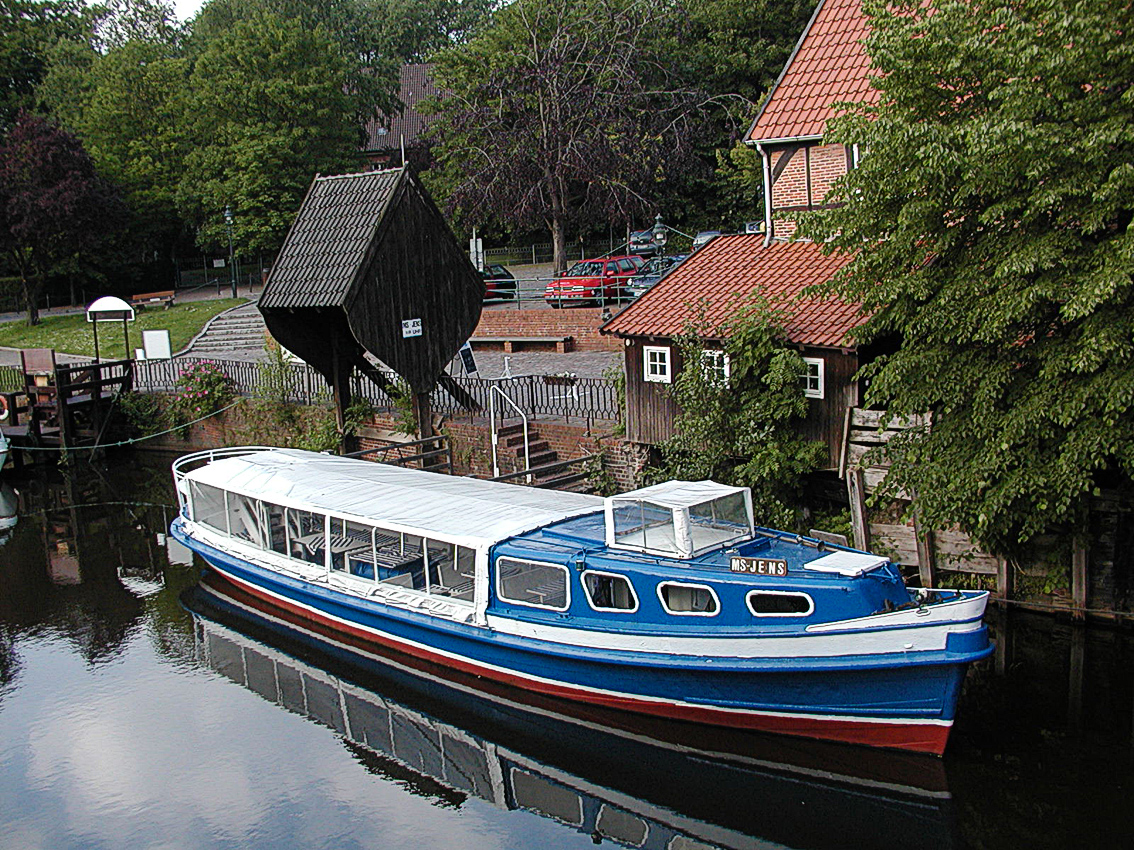
Die alte Barkasse Jens als Ausflugsschiff an der Medem in Otterndorf

Durch die weitgehende Containerisierung des Stückgutumschlages ist die Zahl der im Hamburger Hafen beschäftigten Menschen stark zurückgegangen. Gleichzeitig sind viele Hilfsaufgaben im Hafenverkehr, die früher von Barkassen erfüllt wurden, entweder ganz entfallen oder werden heute auf der Landseite durchgeführt. Seit den 1960er Jahren werden Hamburger Hafenbarkassen zunehmend für den Tourismus eingesetzt – sie führen Hafenrundfahrten mit Passagieren durch. Durch ihre geringe Höhe können sie auch bei Hochwasser noch die Kanäle der Hamburger Speicherstadt befahren, was anderen Hafenfahrzeugen nicht möglich ist. Für den Rundfahrtbetrieb sind viele Barkassen umgebaut worden. So wurden ihre Deckshäuser bis hinter den Steuerstand verlängert, um mehr gedeckte Sitzplätze zu schaffen. Hinter dem fest überdachten Deckshaus kann bei kalten und nassen Zeiten oft eine Persenning als Dach und an den Seiten gespannt werden, um den Passagierraum fast vollständig zu schließen.
Abweichend von den sonst üblichen Regelungen für Fahrgastschiffe ist es für Rundfahrten mit Barkassen im Hamburger Hafengebiet gemäß § 12 der Hafenfahrzeugverordnung Hamburg ausreichend, wenn die Barkasse nur mit dem Schiffsführer besetzt ist. Für Fahrten nach Sonnenuntergang besteht die Mindestbesatzung jedoch stets aus mindestens zwei Personen (Schiffsführer und eine weitere schifffahrtskundige Person).
Weil durch immer höhere Wasserstände auch im Hamburger Hafen und in der Speicherstadt die Durchfahrt unter den zahlreichen Brücken immer enger wird, wurde auf Anregung der Elbe- und Hafentouristik GmbH vom hamburgischen Senat ein Förderprogramm zur Modernisierung von Barkassen aufgelegt. Damit kann der Steuerstand (Wände mit Fenstern und Dach) hydraulisch abgesenkt werden und das Dach nach vorn umgeklappt werden, so dass die Höhe des Fahrzeugs geringer wird und ein freier Blick für den Bootsführer entsteht. Bei einem Musterumbau der Barkasse Heike 2020 bei der Cölln-Werft auf Finkenwerder wurde diese neben dem Umbau des Steuerstandes auch verlängert und verbreitert, so dass anstatt 78 Fahrgäste jetzt bis zu 120 Passagiere mitfahren können. Der Umbau kostete etwa 500.000 Euro, der Zuschuss von der Stadt betrug hier 42.000 Euro; möglich sind bis zu 60.000 Euro.

## Sicherheit
Aus der Konstruktion der Hamburger Hafenbarkasse ergibt sich, dass sie in klassischer Bauweise nur über wenig Auftriebsreserve verfügt. Da der offene Decksbereich kein wasserdichtes Deck besitzt, trägt dieser Abschnitt des Rumpfes im Fall des Kenterns oder eines Lecks nicht mehr zum Auftrieb bei. Lediglich in der Vorpiek (also zwischen Vordersteven und Deckshaus) und im Kasten für die Rudermechanik am Heck können wasserdichte Sektionen vorhanden sein. Ob diese genügend Auftriebsreserve bieten, um eine havarierte Hamburger Hafenbarkasse schwimmfähig zu halten, ist eher zweifelhaft.
Hamburger Hafenbarkassen sind für ihr Eigengewicht recht gut motorisiert, schlank gebaut und wendig. In ihrem normalen Fahrtgebiet sind sie selten mehr als wenige hundert Meter vom Ufer entfernt. Im Vergleich zu anderen Passagierschiffen – beispielsweise fast allen großen Rundfahrtschiffen im Hamburger Hafen – haben Barkassen einen sehr niedrigen Schwerpunkt. Daher liegen sie für ihre Größe sehr stabil im Wasser.